# Jack Leonard Strominger
Jack Leonard Strominger (Nova Iorque, 7 de agosto de 1925) é um imunologista estadunidense.

## Condecorações selecionadas
- 1960 Prêmio John J. Abel
- 1962 Prêmio Pfizer de Química de Enzimas
- 1968 Membro da Academia de Artes e Ciências dos Estados Unidos
- 1968 Prêmio Selman A. Waksman de Microbiologia
- 1970 Membro da Academia Nacional de Ciências dos Estados Unidos
- 1993 Prêmio Passano[1]
- 1993 Prêmio William B. Coley
- 1994 Membro da American Philosophical Society
- 1995 Prêmio Albert Lasker de Pesquisa Médica Básica[2]
- 1996 Prêmio Paul Ehrlich e Ludwig Darmstaedter
- 1999 Prêmio Japão[3]